# Ley y orden (política)

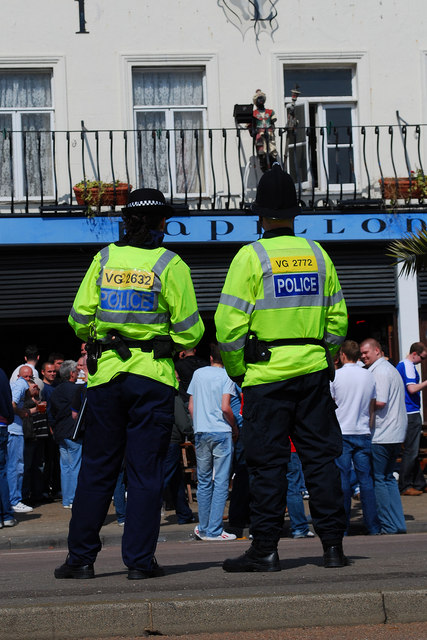
Policías británicos vigilando a hinchas de fútbol. Las políticas de ley y orden suelen preconizar una mayor actuación de la policía.

En la política moderna un planteamiento de ley y orden, conocido también como mano dura contra los delincuentes, mano dura contra la delincuencia, guerra contra el delito o tolerancia cero, es la demanda de un sistema de justicia penal más estricto, especialmente para los delitos violentos y contra la propiedad, a través de penas más severas. Estas penas pueden incluir plazos más largos de encarcelamiento, altas penas mínimas para algunos delitos, cadena perpetua a partir de la tercera infracción y, en algunos países, la pena de muerte. Se considera que esta política de guerra contra el delito en los Estados Unidos ha facilitado una mayor militarización de la policía y contribuido a la encarcelación masiva.
Quienes apoyan la mano dura, generalmente de derechas, sostienen que la prisión es el medio más eficaz de prevención de la delincuencia. Los que se oponen, típicamente de izquierdas, argumentan que un sistema penal duro acaba siendo ineficaz, porque autoperpetúa el delito y no aborda sus causas subyacentes o sistémicas.

## Objeto de debate en los Estados Unidos
Tanto el concepto como el término literal "ley y orden" (law and order) se convirtieron en un importante asunto político en Estados Unidos a finales del período 1960-1970. Los principales proponentes fueron 2 republicanos, el entonces gobernador de California Ronald Reagan y el candidato a la presidencia Richard Nixon. Nixon buscó que los trabajadores blancos de las ciudades del norte, votantes tradicionales del Partido Demócrata, lo abandonaran en las urnas, culpándolo de ser blando con el delito y los vándalos.
La demanda política de "ley y orden" se había hecho mucho antes, por el presidente John Adams, entre 1780 y 1790. Fue un eslogan político en Kentucky alrededor de 1900 después del asesinato del gobernador William Goebel. Barry Goldwater utilizó el término en su intento presidencial de 1964.
Flamm (2005) argumenta que la izquierda estadounidense fue incapaz de armar un mensaje para los votantes preocupados por el aumento de los delitos. En su lugar hizo 3 cosas: desoír la crisis de delitos, tildar de astucia racista la idea de "ley y orden", o mantener que los programas sociales solucionarían las "causas profundas" de los disturbios civiles, lo que hacia 1968 parecía cada vez más improbable y contribuyó a una pérdida de confianza en la capacidad del Gobierno estadounidense para hacer lo que se había comprometido a hacer: proteger la seguridad de las personas y la propiedad privada. Los conservadores (republicanos) contestaron las ideas progresistas: «¿Cuánto tiempo vamos a abdicar de la ley y el orden» —clamaba en 1966 el líder de los republicanos en la Cámara de Representantes, Gerald Ford— «a favor de una blanda teoría social que sostiene que el hombre que tira un ladrillo a vuestra ventana o echa un cóctel molotov en vuestro coche es sencillamente el incomprendido y desfavorecido producto de una familia rota?»
Flamm (2005) documenta cómo los conservadores construyeron el persuasivo mensaje de que el Movimiento por los Derechos Civiles había contribuido al malestar racial y la "gran sociedad" del presidente Lyndon B. Johnson, en vez de castigar a los violentos, los había premiado. Los conservadores reclamaron que el Gobierno nacional debía promover el respeto por la ley y el orden, y el desprecio para quienes los violaran, sin tener en cuenta sus motivos. En enero de 1965 el propio presidente Johnson pidió una "guerra contra el delito", y con la aprobación por el Congreso de la Ley de ayuda a la aplicación de la ley y la Ley ómnibus de control de la delincuencia y calles seguras, canalizó financiación federal a las policías locales.
Después de que Ronald Reagan asumiera la presidencia en 1981, empezó a nombrar jueces conservadores duros. El número de encarcelados se triplicó de 500 000 en 1980 a 1,5 millones en 1994. Los conservadores a nivel estatal construyeron muchas más prisiones y los reclusos sufrieron penas más largas con menos libertad condicional. Cuando fueron liberados eran mucho más viejos y por tanto mucho menos violentos.

### Disturbios
Aunque la Ley de derechos civiles del 2 de julio de 1964 prohibió toda discriminación por raza, en 1965 la brutalidad policial con un negro en una parada de tráfico resultó en los importantes Disturbios de Watts protagonizados por los negros de ese barrio de Los Ángeles. La respuesta de las autoridades a estos disturbios ha sido ampliamente considerada un fracaso. De hecho, cada verano desde 1964 hasta 1970 fue un "verano largo y caliente" (con frecuentes revueltas; long hot summer; El largo y cálido verano es una película romántica de 1958), aunque 1967 es especialmente denominado así porque se produjeron 159 disturbios. Adicionalmente, después del asesinato de Martin Luther King el 4 de abril de 1968, una nueva ola de disturbios se abatió sobre más de 100 ciudades, con noches de violencia contra la policía y saqueo y quema de locales comerciales propiedad de blancos. Los barrios interiores de muchas ciudades importantes, como Detroit, Los Ángeles, Newark y Nueva York, fueron incendiados. Se destacaron tropas del ejército y de la Guardia Nacional. En un determinado momento hasta se emplazaron ametralladoras en las escaleras del Capitolio para impedir que las turbas incendiaran el edificio.

### Delitos
En segundo lugar, se dio un aumento dramático en los delitos callejeros violentos, incluidos asesinatos relacionados con drogas, así como atracos a mano armada, violaciones y agresiones. Los barrios interiores de varias ciudades se volvieron mucho más violentos y muchos de sus habitantes intentaron mudarse a otros más seguros. El número de delitos violentos más que se triplicó de 288 000 en 1960 (con 9 110 asesinatos) a 1 040 000 en 1975 (con 20 510 asesinatos). A partir de ese momento las cifras se nivelaron.
En respuesta al brusco aumento de los delito esos años, el tratamiento de los infractores penales, tanto los acusados como los condenados, se volvió un asunto altamente divisivo en las elecciones presidenciales de 1968. El candidato republicano a la vicepresidencia Spiro Agnew, entonces gobernador de Maryland, utilizó a menudo la expresión "ley y orden"; Agnew y Nixon ganaron y fueron reelegidos en 1972.
En el período 1980-2000 asesinos convictos que habían salido de prisión cometieron otros terribles crímenes, lo que influyó en políticas de "ley y orden". Especialmente la liberación del asesino Willie Horton, que luego cometió una violación y graves destrozos, se considera que favoreció la elección de George H. W. Bush (Bush padre) frente a quien lo liberó, el gobernador de Massachusetts Michael Dukakis. Por la causa que fuera, Bush venció a Dukakis por un margen, tanto de votantes como de los llamados "electores", que no ha sido superado desde 1988. Asimismo la liberación del asesino y violador en serie Reginald McFadden, por el gobernador suplente de Pensilvania, Mark Singel, pudo contribuir a que en las elecciones de 1994 a gobernador de Pensilvania Tom Ridge venciera a Singel por 45 a 39 % de los votos.

### Resultados
Los defensores de políticas más estrictas hacia el delito y los delincuentes han obtenido muchas victorias desde que el tema se volvió importante. Destacan las estrictas leyes contra las drogas. Por ejemplo, las leyes Rockefeller aprobadas por el estado de Nueva York en 1973 —y posteriormente, leyes que obligaban a condenar más duramente a los reincidentes, como las de cadena perpetua por la tercera infracción adoptadas por muchos estados a partir de 1993 y la reintroducción de la pena de muerte en varios estados.
Los adversarios de estas leyes a menudo han acusado a sus defensores de racismo, porque los afectados por ellas son mayoritariamente negros. Grupos de derechos civiles y políticos se han opuesto constantemente a la tendencia hacia medidas más duras. La cuestión de la ley y el orden causó una profunda división dentro del Partido Demócrata durante el período 1968-1980, división que para muchos analistas políticos fue un importante factor en las 2 elecciones presidenciales que ganó el republicano Ronald Reagan en 1980 y 1984. En ambas elecciones, millones de votantes registrados como demócratas (en EE. UU. hay que registrarse para votar, y al registrarse hay que hacerlo por un determinado partido, aunque luego se puede votar al que se quiera) votaron por Reagan, y fueron denominados en conjunto como los "Demócratas por Reagan". Muchos de estos votantes finalmente cambiaron el partido por el que se inscribieron y se volvieron republicanos, especialmente en el Sur.

Evolución de la población reclusa en EE. UU.

Aunque los delitos violentos son el objetivo principal de los defensores de la ley y el orden, delitos contra la calidad de vida (por ejemplo ruidos fuertes a deshoras) también son a veces incluidos bajo el paraguas de ley y orden, particularmente en elecciones locales. Se considera que una posición dura en este aspecto ayudó mucho a Rudy Giuliani a ganar dos mandatos como alcalde de Nueva York en el período 1990-2000, y también se cita ampliamente como un factor que impulsó la victoria de Gavin Newsom sobre un adversario más de izquierdas en las elecciones a la alcaldía de San Francisco en 2003.
Richard Riordan también se convirtió en el nuevo alcalde de Los Ángeles en 1993 por primera vez en veinte años, después de que Tom Bradley se retirara.
Platt (1995) argumenta que la intensidad de las campañas de ley y orden representa un cambio significativo en la justicia penal que implica modernización y aumento de la financiación del personal y la tecnología policiales, la privatización de servicios de seguridad y vigilancia, mayores índices de encarcelamiento y mayor desigualdad racial en seguridad y castigo.
La expresión "ley y orden" fue utilizada repetidamente por Donald Trump en su discurso de aceptación presidencial, lo que la revista Salon interpretó como una referencia intencionada a cómo empleaba Nixon el término. Otra revista, Politico, informó de que esta retórica se contradecía con los índices de delincuencia más bajos en 50 años.

## En otros países
Con diferentes matices, el delito también ha sido un asunto prominente en las políticas canadiense, británica, australiana, sudafricana, francesa, alemana y neozelandesa.

## Críticas
Los críticos de las políticas de ley y orden señalan generalmente los abusos reales y potenciales de los poderes judiciales y policiales, incluyendo los excesos policiales y la brutalidad, el perfilado racial, el hacinamiento carcelario y los errores judiciales. Como ejemplo argumentan que a la vez que bajaron los delitos en la ciudad de Nueva York con Giuliani de alcalde, aumentaron los casos de brutalidad policial durante el mismo periodo. Este periodo incluyó los asesinatos a tiros de Amadou Diallo y Sean Bell, y la violación de Abner Louima.
En casos extremos, las políticas de ley y orden han sido respondidas con revueltas, como pasó en el distrito londinense de Brixton en 1981, Los Ángeles en 1992, Francia en 2005 y Ferguson, Misuri en 2014.
En 2009 los jueces Mark Ciavarella y Michael Conahan, del tribunal de menores de Pensilvania, se declararon culpables en el escándalo de Kids for cash: recibieron sobornos de empresarios de prisiones privadas a cambio de condenar a 1 000 menores a prisión por pequeños delitos que habrían merecido un castigo más leve de un juez imparcial.
El sheriff del condado de Maricopa, Joe Arpaio, un ejemplo a seguir por los partidarios de la mano dura, fue investigado por el FBI desde 2009 por admitidos abusos de autoridad y coacciones a los agentes de policía que no estaban de acuerdo con él, entre otras controversias.
Un auto de la Corte Suprema de los Estados Unidos ordenó en 2011 al estado de California reducir su población reclusa, porque el exceso de internos violaba la Octava Enmienda a la Constitución de los Estados Unidos.

## Orden sin ley
En un limitado número de casos se puede sostener que es posible mantener el orden sin la ley. Robert Ellickson, en su libro Orden sin ley: cómo los vecinos resuelven conflictos, examina el condado rural de Shasta, California, donde el ganado de un dueño vaga libremente y a veces destruye cultivos de otros dueños. Ellickson halla que, como las normas sociales piden que sea el dueño de los animales quien pague por los cultivos dañados, los conflictos se resuelven sin que haya una ley escrita. Según Ellickson, no sólo no es necesaria una ley para mantener el orden en este caso, sino que resulta más eficaz que las normas sociales gobiernen la resolución de estos conflictos.